# Arakao

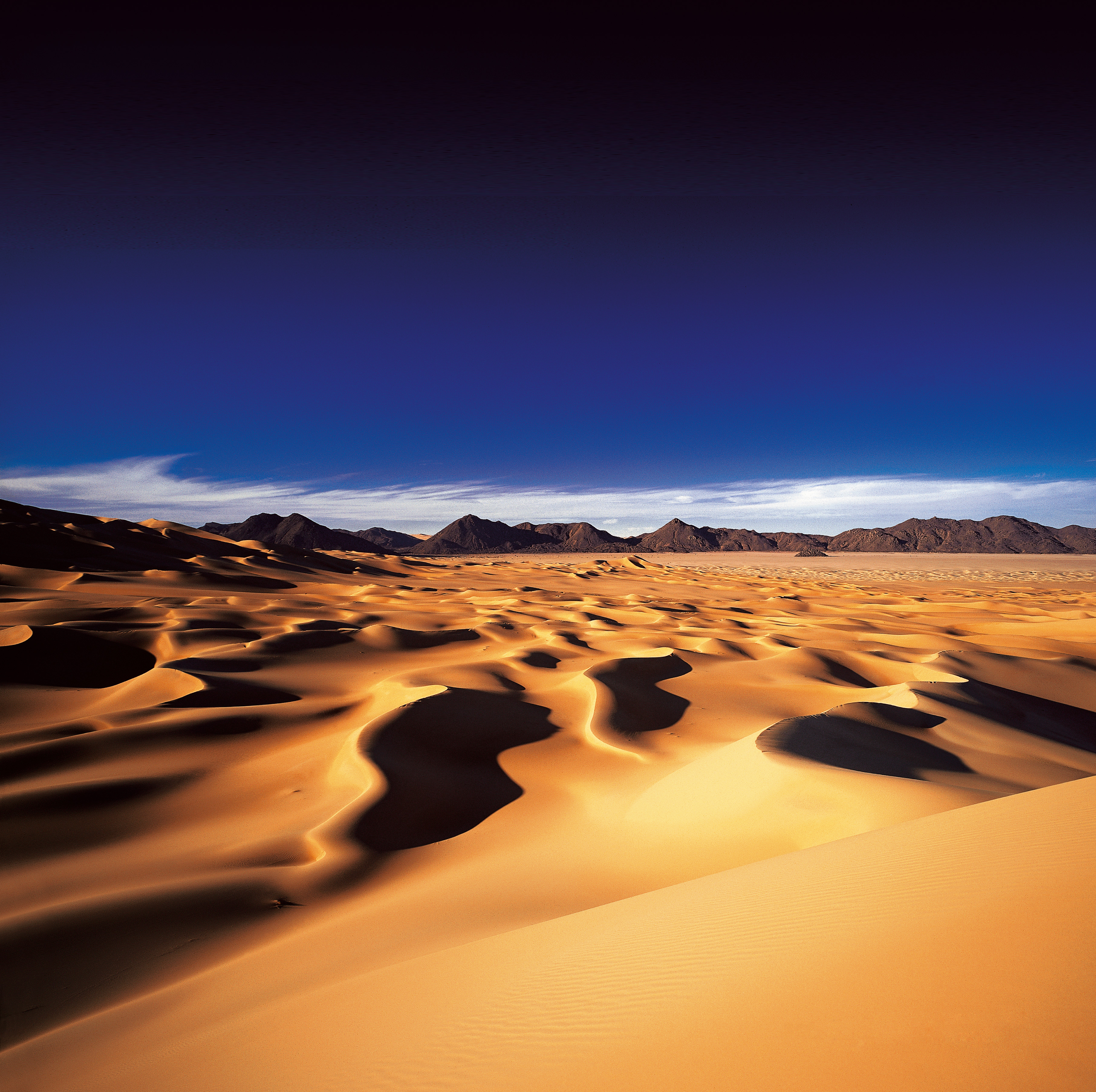
Sanddünen in Arakao

Arakao (auch Arakaou) ist ein Tal im Osten des Hochgebirges Aïr in Niger. Wegen seiner Form wird es auch Pince de Crabe (französisch für „Krabbenschere“) genannt.

## Geographie

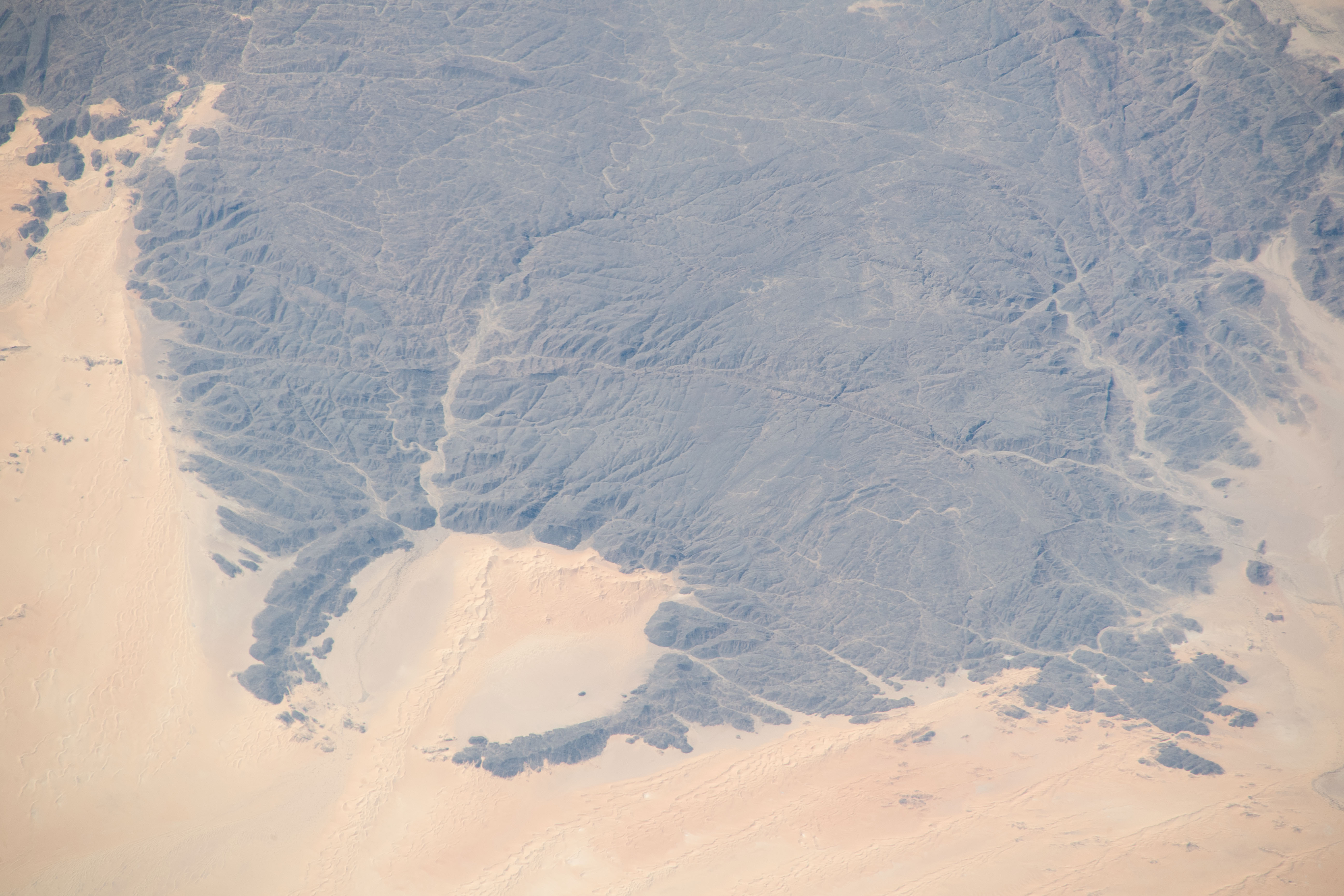
Satellitenbild des von „Krabbenscheren“ umfassten kreisförmigen Tals

Arakao ist ein annähernd kreisrunder Talkessel, der im Nordosten eine Öffnung zur Wüste Ténéré aufweist. Diese Öffnung wird von krabbenscherenförmigen Ausläufern des Gebirges Takolokouzet gerahmt. Der Name Arakao stammt aus der Sprache Tuareg. Die Bezeichnung Pince de Crabe geht auf den in Niamey lebenden Franzosen Louis-Henri Mouren zurück, der das touristische Potenzial der Aïr-Region erkundete und im Zuge dessen 1972 mit einem Flugzeug über das Tal flog.
Das Tal entstand als aufgebrochene Caldera eines erloschenen Vulkans aus dem Tertiär und Quartär. Durch Arakao und weiter durch die Ebene der Ténéré verläuft eine 15 Kilometer lange und bis zu 200 Meter hohe Kette von Sanddünen, die nach jenen von Témet zu den höchsten der Ténéré zählen.
Administrativ gehört das Tal zur Landgemeinde Iférouane in der Region Agadez. Es ist Teil des Naturreservats Aïr und Ténéré, das seit 1991 UNESCO-Welterbe ist.

## Fauna und Flora

Übergang der Wüste Ténéré zum Gebirge Aïr in Arakao

Das Tal ist ein Lebensraum für Dorkasgazellen, Mähnenspringer und Nubiertrappen. Für die höher gelegenen Teile des Arakao typische Gehölzpflanzen sind der Anabaum (Acacia albida), Acacia raddiana, die Wüstendattel (Balanites aegyptiaca), Ficus salicifolia, der Zahnbürstenbaum (Salvadora persica) und die Filzblättrige Jujube (Ziziphus mauritiana). Charakteristische krautige Pflanzen sind mehrere Abutilon-Arten, Aerva javanica, Lavandula stricta und Solenostemma oleifolium.

## Archäologische Fundstätte

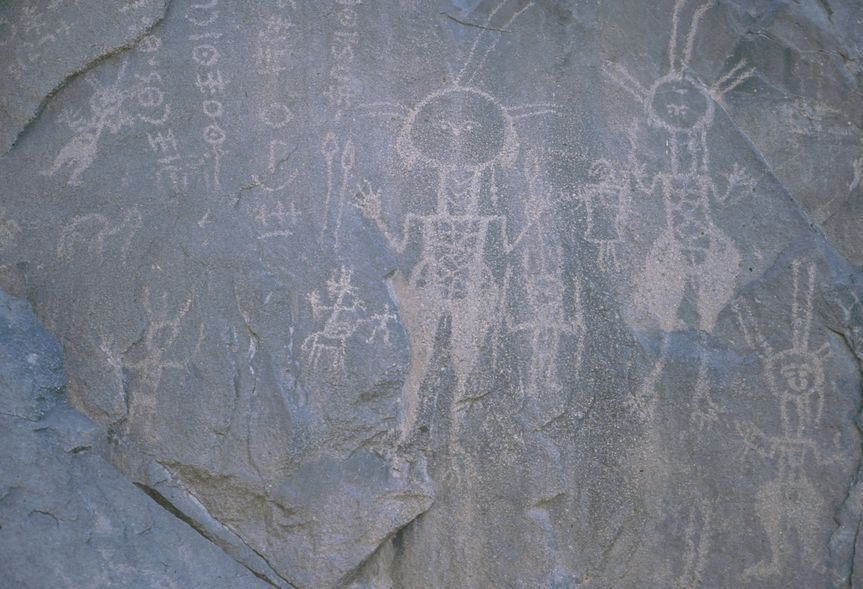
Krieger auf einem Felsbild in Arakao

Auf den umliegenden Hügeln sind Sahara-Felsbilder und steinerne Gräber aus der späten Jungsteinzeit erhalten.